# Mary Hogarth
Mary Scott Hogarth (Edimburgo, Reino Unido, 26 de octubre de 1819 - Londres, Reino Unido, 7 de mayo de 1837) era la hermana de  Catherine Dickens —cuyo apellido de soltera era Hogarth— y, por tanto, cuñada del escritor Charles Dickens. Lo conoció cuando tenía 14 años y, una vez casados él y su hermana, vivió con ellos durante un año. La repentina muerte de Hogarth en 1837 provocó que Dickens se retrasase en la publicación de dos de sus novelas; a saber, Los papeles póstumos del Club Pickwick y Oliver Twist. Además, serviría de inspiración para un gran número de personajes en las novelas del escritor, incluyendo la Rose Maylie de Oliver Twist y la Nell de La tienda de antigüedades. Charles y Catherine llamaron Mary a su hija para honrarla.

## Biografía
Nació en Edimburgo, hija de George Hogarth, crítico musical, celista y compositor, y Georgina Hogarth —cuyo apellido de soltera era Thompson—. Su padre también trabajaba como asesor jurídico de Walter Scott, a quien un joven Charles Dickens admiraba profundamente. Mary era la cuarta de diez hermanos, y la tercera niña. El nombre de Mary Scott, en honor a la abuela por parte paterna, ya se lo habían dado previamente a la tercera niña, nacida en 1817 o 1818, pero esta había fallecido cuando era aún joven.
Mary y su hermana Catherine conocieron a Charles Dickens cuando la primera tenía tan solo 14 años, en una visita que el inglés hizo a la casa familiar situada en Brompton, Londres. Mary acompañó de manera constante a Dickens y Catherine durante su cortejo. La boda se produjo en 1836 y, una vez casados, Mary vivió con ellos durante un mes, en un apartamento de tres habitaciones perteneciente a una posada de Holborn. En marzo de 1837, los tres se trasladaron al número 48 de Doughty Street. Allí, Mary ayudó a su hermana con las tareas del hogar, puesto que esta estaba ya embarazada de su primer hijo.

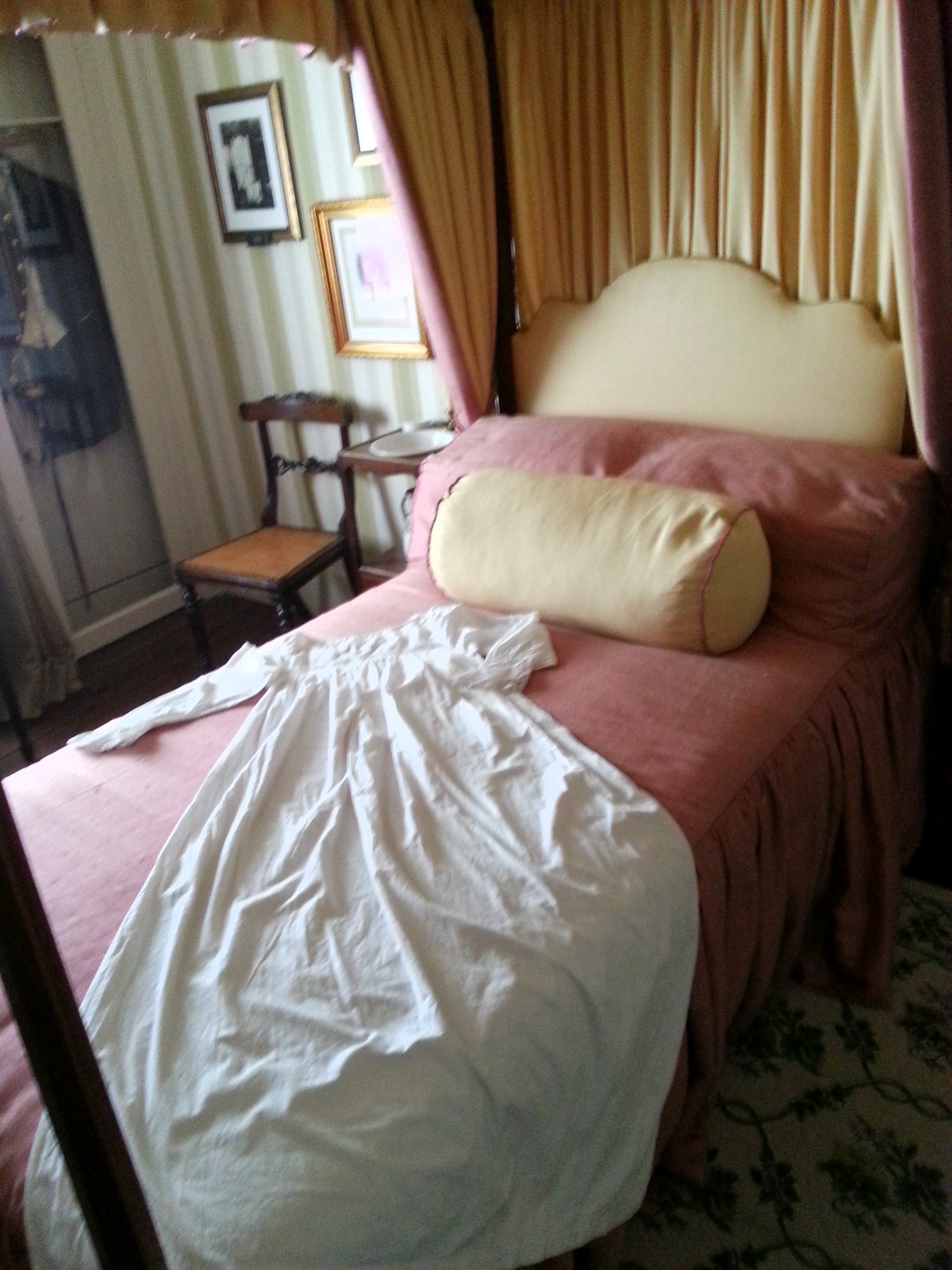
La habitación de Mary Hogarthh en el número 48 de Doughty Street. Compartió piso con su hermana y Dickens, con quienes mantenía una muy buena relación.

Aquellos que la conocían tildaban a Mary de «dulce, bella y divertida». En una visita a la casa de los Hogarth en 1836, el poeta Robert Story la describió como «la flor más hermosa de la primavera». Dickens mostró un especial afecto por ella y la describió como «una amiga cercana, una hermana excepcional, una compañera en casa». Se cree que fue la primera en leer los manuscritos de Los papeles póstumos del Club Pickwick y Oliver Twist, puesto que el escritor valoraba sus aportes y sugerencias más que los de su esposa.

### Fallecimiento
En la madrugada del 7 de mayo de 1837, al regresar del St James's Theatre, al que había acudido con la pareja, Mary se desmayó. Falleció alrededor de las tres de la tarde en su casa. Tenía tan solo 17 años. Se cree que la causa de la muerte fue o bien una insuficiencia cardíaca o bien un accidente cerebrovascular. En las semanas posteriores al fallecimiento, Dickens escribió muchas cartas, en tres de las cuales aseguraba que el causante había sido una insuficiencia. Mary fue enterrada el 13 de mayo en el Kensal Green Cemetery de Londres. Dickens se encargó de escribir el epitafio para su tumba, que reza: «Joven, hermosa y buena, Dios la llamó para unirse sus ángeles a la temprana edad de diecisiete». En la actualidad, la tumba también cuenta con los epitafios de su hermano George y sus padres Georgina, fallecida en 1863, y George, fallecido en 1870. La habitación en la que falleció forma parte del Museo de Charles Dickens.

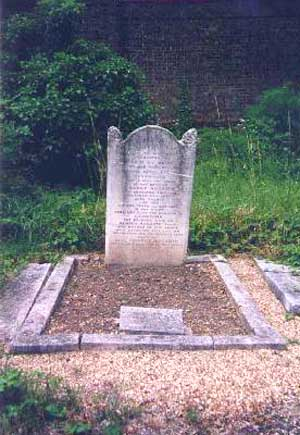
La tumba de Mary en el Kensal Green Cemetery londinense. Dickens escribió su epitafio, que reza: «Joven, hermosa y buena, Dios la llamó para unirse a sus ángeles a la temprana edad de diecisiete».

A raíz de la muerte, Charles Dickens se retrasó en la publicación de Los papeles póstumos del Club Pickwick y Oliver Twist; fueron las dos únicas veces en las que esto sucedió. Al excusarse por la tardanza, escribió: «He perdido a una joven y muy querida familiar, a la que estaba muy unido afectivamente, y cuya compañía ha sido, durante largo tiempo, el principal consuelo para mis tareas». Dickens portó el anillo de Mary durante el resto de su vida y también pidió que elaboraran un medallón con su pelo.
Ocho meses después de la muerte, Charles y Catherine tuvieron un segundo hijo, la primera niña, y el escritor exigió que se llamase Mary, en honor a la fallecida Mary.

## Inspiración para las novelas de Dickens

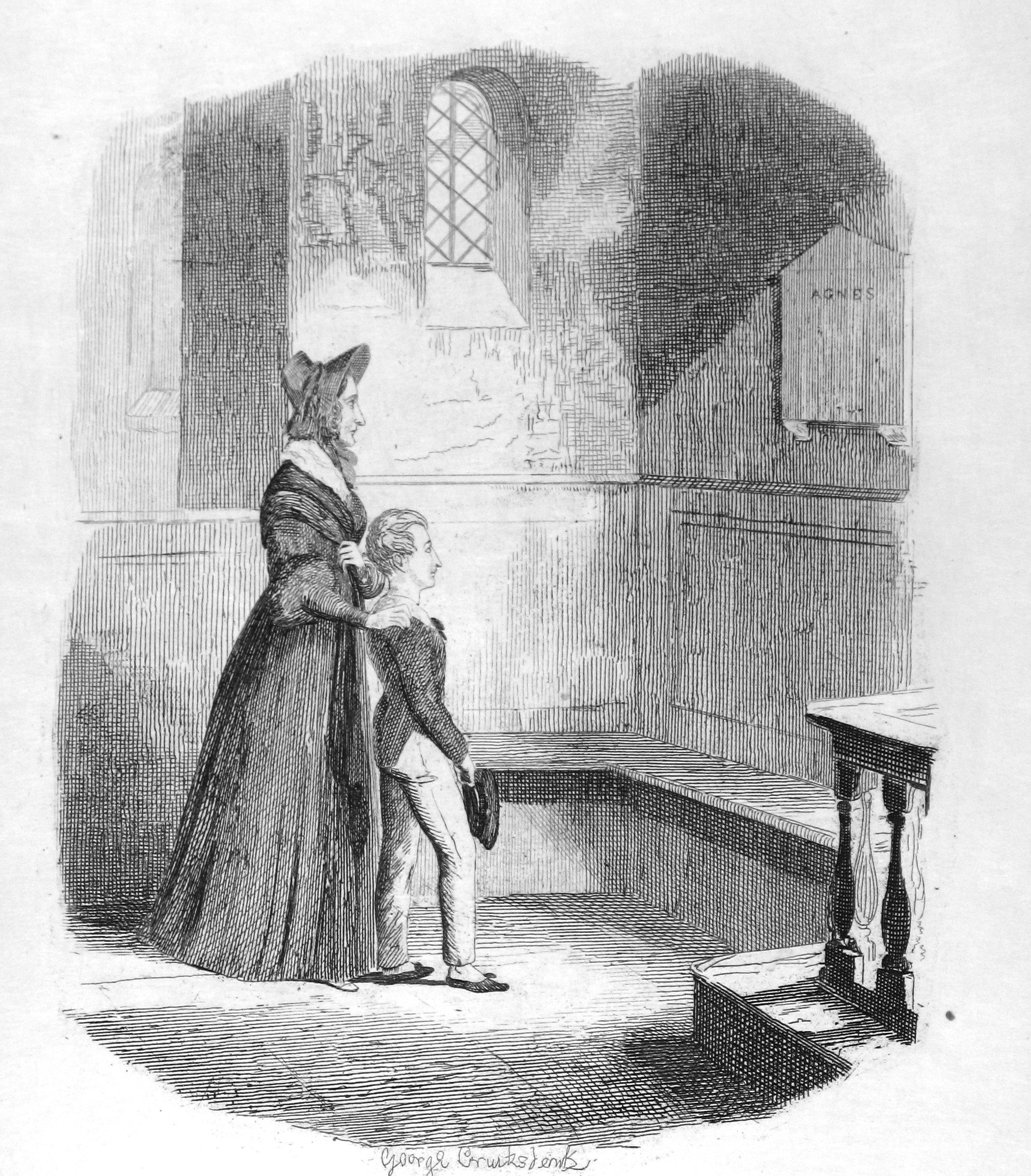
Grabado en el que se ve a Rose Maylie junto a Oliver Twist. Esta es uno de los personajes para los que se cree que Dickens se inspiró en Mary Hogarth.

Varios autores creen que Hogarth le sirvió de inspiración a Dickens a la hora de perfilar varios de sus personajes. Perciben algunos de sus rasgos en Rose Maylie, que aparece en Oliver Twist, que, en el momento del fallecimiento de Mary, se estaba publicando por entregas. En la novela, Maylie sufre una enfermedad de manera repentina, aunque, a diferencia de la cuñada de Dickens, no fallece. Robert Douglas-Fairhurst, autor especializado en la obra del inglés, cree que Dickens quería «darle a la historia un final diferente». Hay quienes también ven reminiscencias en la Nell de La tienda de antigüedades. Tiene varias de las características que Dickens asociaba con su cuñada, incluida la descripción: «joven, bella y buena».; asimismo, también fallece repentinamente en el libro. Otros personajes que se cree que podrían haber estado inspirados en Mary son:
- Kate Nickleby, la joven de 17 años hermana del héroe de la novela Nicholas Nickleby;
- Agnes Wickfield, la heroína de David Copperfield: su personaje es una mezcla entre Mary y Georgina Hogarth, otra de las cuñadas de Dickens;
- Ruth Pinch, de Martin Chuzzlewit;[9][10][11][15]
- Lilian, la niña que aparece en las visiones de Trotty Veck en Las campanas, y
- Dot Peerybingle, la hermana en El grillo del hogar.[10]

A diferencia de Mary, no parece que la mujer de Dickens, Catherine, le sirviera de inspiración a la hora de concebir ninguno de sus personajes.

### Citas
1. ↑  Smiley, 2002.
2. ↑  Ackroyd, 2002, p. 17.
3. 1 2 3  «Charles Dickens: Family and Friends» (en inglés). David Perdue. Archivado desde el original el 25 de enero de 2019. Consultado el 24 de enero de 2019.
4. ↑  Page, 1984.
5. 1 2 3  Nayder, 2012.
6. ↑  Nayder, 2012, p. 27.
7. ↑  Page, 1999, p. 73.
8. 1 2  Slater, 1983, pp. 78-79.
9. 1 2 3 4 5  Schlicke, 1999, pp. 277-279.
10. 1 2 3 4 5 6  Philip V. Allingham. «Mary Scott Hogarth, 1820-1837: Dickens's Beloved Sister-in-Law and Inspiration» (en inglés). Victorian Web. Consultado el 24 de enero de 2019.
11. 1 2 3 4  Davis, 1999.
12. ↑  Nayder, 2012, p. 82.
13. 1 2  Kaplan, 1988, p. 92.
14. 1 2 3 4  Newport, Barry (verano de 2015). The Death of Mary Hogarth: A New Explanation 496 (111). (requiere suscripción).
15. 1 2 3 4 5 6  Gottlieb, Robert (junio de 2010). «Who Was Charles Dickens?» (en inglés). The New York Review of Books.
16. ↑  Nayder, 2012, p. 91.
17. ↑  Page, 1999, p. 344.
18. 1 2 3  Heather Horn (11 de octubre de 2011). «Dickens in Love: How the Author's Romantic Life Affected His Novels» (en inglés). The Atlantic. Consultado el 24 de enero de 2019.
19. ↑  Sandy, 2015.
20. ↑  David Frum (18 de febrero de 2013). «Charles Dickens' Enduring Insights on Human Loss and Suffering» (en inglés). Daily Beast. Consultado el 24 de enero de 2019.